# Koregent
Koregent (inaczej współkról, współwładca) – monarcha, który rządzi danym państwem razem z innym (lub kilkoma innymi), równym mu formalnie rangą i pozycją, monarchą. Pozycja koregentów w rzeczywistości nie zawsze jest równorzędna. W tych wypadkach, gdy jeden z władców posiada silniejszą pozycję, koregentem często nazywa się drugiego z monarchów, jak np. w przypadku młodszych synów monarchów, koronowanych za ich życia. Okres współrządów nazywany jest koregencją. 

## Przykłady koregentów
- królowie Izraela i Judy – Dawid i Salomon;
- królowie Sparty;
- królowie Polski:
  - Jadwiga i Władysław Jagiełło,
  - Zygmunt Stary i Zygmunt August;
- książęta Liechtensteinu – Jan Adam II i Alojzy[1].